# Parasimulium
Parasimulium is een muggengeslacht uit de familie van de kriebelmuggen (Simuliidae).

## Soorten
- P. crosskeyi Peterson, 1977
- P. furcatum Malloch, 1914
- P. stonei Peterson, 1977